# Embaixada da Ucrânia em Berna
A Embaixada da Ucrânia em Berna é a missão diplomática da Ucrânia na Confederação Suíça e também para o Principado de Liechtenstein. Desde junho de 2018, Artem Rybchenko é o embaixador.

## Embaixadores
| Número | Data            | Nome                 | Imagem | Notas |
| ------ | --------------- | -------------------- | ------ | --- |
| 1      | 1918            | Yuri Hasenko         |        | |
| 2      | 1918-1919       | Yevmen Lukasevych    |        | Diplomata, jornalista, médico, editor e activista ucraniano; Ministro da Saúde da República Popular da Ucrânia (RPU). A partir de 1918, foi assessor do Ministério das Relações Externas da RPU. Ele foi enviado a Berna para tentar estabelecer laços diplomáticos formais entre a República Popular da Ucrânia e a Suíça. Ele ajudou na publicação de literatura em francês sobre a Ucrânia em Berna e Lausana. |
| 3      | 1919-1923       | Mykola Vasyl'ko      |        | Diplomata ucraniano e romeno. Ele foi o representante diplomático da República Popular da Ucrânia Ocidental na Áustria de 1919 a 1920, e mais tarde o embaixador da República Popular da Ucrânia na Alemanha e na Suíça. |
| 4      | 1923-1926       | Zenon Kurbas         |        | |
| 5      | 1992-1993       | Andriy Ozadovs'ky    |        | |
| 6      | 1993-1997       | Oleksandr Slipchenko |        | |
| 7      | 1998-2000       | Nina Koval's'ka      |        | |
| 8      | 2000-2003       | Yevhen Bersheda      |        | |
| 9      | 2003-2004       | Syuzanna Stanik      |        | |
| 10     | 2004-2008       | Ostap Yukhymovych    |        | |
| 11     | 2008-2014       | Ihor Dir             |        | |
| 12     | 2014-2018       | Ostap Yukhymovych    |        | |
| 13     | 2018 - presente | Artem Rybchenko      |        | Diplomata ucraniano. O actual embaixador da Ucrânia junto à Confederação Suíça e ao Principado de Liechtenstein. |